# Phyto stuckenbergi
Phyto stuckenbergi är en tvåvingeart som beskrevs av Crosskey 1977. Phyto stuckenbergi ingår i släktet Phyto och familjen gråsuggeflugor. Inga underarter finns listade i Catalogue of Life.